# Oriëntatie (tijdschrift)
Oriëntatie was een tijdschrift voor Nederlandse en Indonesische schrijvers dat in het naoorlogse Nederlands-Indië enkele jaren werd uitgegeven door de stichting Opbouw-Pembangoenan.
In het tijdschrift is gepubliceerd door vele schrijvers die later bekend zijn geworden, zoals de Indonesiërs Chairil Anwar (gedichten), Mochtar Lubis en Pramoedya Ananta Toer, en de Nederlanders Maria Dermoût, H.J. Friedericy, G.J. Resink (poëzie), Vincent Mahieu, Beb Vuyk (die later tijdelijk de Indonesische nationaliteit aannam) en Willem Walraven.

## Voorgeschiedenis
Al voor de oorlog had Du Perron plannen gehad voor een tijdschrift dat vanuit de Indonesische optiek gepubliceerd zou worden, maar die werden niet verwezenlijkt. Toen Nederland onder de voet was gelopen, kwam nog enige tijd in Indonesië De Fakkel uit. Van groter literair belang was het Indonesischtalige blad Poedjannga Baroe (“Nieuwe dichters"), dat van voor de oorlog dateerde. Na de oorlog kwamen enkele tijdschriften uit van de kant van de Nederlandse overheid, maar ook van de Indonesische nationalisten.
Plannen voor een breed gedragen blad over verlerlei onderwerpen waren bij de politionele acties niet langer te verwezenlijken. Daarom werd besloten tot de oprichting van het culturele tijdschrift Oriëntatie, waaraan wel werd meegewerkt door zowel Indonesische als Nederlandse auteurs, de eersten veelal deel uitmakend van de Indonesische “Generatie 1945” (Angkatan '45). Niettemin was redactionele samenwerking onmogelijk, en zo stond het tijdschrift onder een Nederlandse redactie, met Rob Nieuwenhuys als secretaris.

## Doel en middelen
Doelstelling van het blad was artikelen te brengen over “de West-Europese cultuur, maar ook over de Indonesische”, zoals het eerste nummer in november 1947 aankondigde. Daarbij zou oorspronkelijk werk worden geplaatst, maar het blad zou ook “niet schromen uit tijdschriften uit Nederland en Buitenland over te nemen”. Het tijdschrift zou zich concentreren op culturele voorlichting, maar die doelstelling werd om kopiegebrek al spoedig stilzwijgend veranderd: Oriëntatie werd een algemeen cultureel maandblad. Pas in 1950 werd dit expliciet verantwoord. Om geen kopie te zijn van andere bladen, had de redactie indertijd besloten
ons doelbewust op Indonesië te richten met uitsluiting van al wat niet direct of indirect het culturele leven hier te lande raakte, al was het in den beginne niet goed mogelijk van onze “Indocentrische instelling” duidelijk te doen blijken.
Dit werd dan ook geschreven in het eerste jaar na de officiële onafhankelijkheid van Indonesië.

## Karakter
Was de voorlichtende doelstelling die nog uit de titel van het blad bleek, inmiddels verwisseld voor een van beschouwing, het bleef moeilijk aan kopij te komen. Ondanks het Indonesisch-gecentreerde karakter van het blad waren de artikelen Nederlandstalig; die van Indonesiërs waren vaak vertalingen van oorspronkelijk Indonesisch werk. Die bijdragen waren alleen mogelijk door de onafhankelijke opstelling van de redactie, die zich overigens nooit expliciet tot een politiek standpunt heeft laten verleiden. Nederlandse instanties hebben in haar beleid nooit ingegrepen.
Het proza heeft in het blad de boventoon gevoerd; vooral Nederlands en uit het Indonesisch vertaald, zij het dat ook vertalingen uit andere talen voorkwamen. Ook poëzie, van oorspronkelijk Nederlands tot werk van vertaalde eigentijds Indonesische dichters, vond een plaats in Oriëntatie, evenals een brede scala aan volksliteratuur, vertaald uit diverse Indonesische talen. Daarnaast waren en beschouwende bijdragen over bijvoorbeeld geschiedenis, cultuurpolitiek en de kunsten. Het blad bevatte vele illustraties.
Verhalen uit het blad zijn later in diverse bloemlezingen opgenomen. Tevens bood het een aantal schrijvers een podium voor hun werk.

## Einde
In 1953 hield Oriëntatie op te bestaan (het laatste nummer draagt ten onrechte het jaartal 1954). Na de soevereiniteitsoverdracht gingen vele Nederlanders naar Europa, en in 1952 was ook Rob Nieuwenhuys, de drijvende kracht achter het blad, daarheen vertrokken. Er waren 46 afleveringen van het blad uitgekomen.